# ساموئل اوهانیان (هنرپیشه)
ساموئل اوهانیان (ارمنی: Սամվել Օհանյան؛  ۲۷ سپتامبر ۱۹۵۵) یک بازیگر اهل ارمنستان است. وی از سال ۱۹۷۸ میلادی تاکنون مشغول فعالیت بوده است.

## زندگی‌نامه
وی در ۲۷ سپتامبر ۱۹۵۵ در ایروان به دنیا آمد و از آکادمی دولتی هنرهای زیبای ارمنستان (۱۹۷۴) فارغ‌التحصیل شد. وی در تئاتر مخاطبان نوجوان ایروان  فعالیت کرده است. وی همچنین برندهٔ جوایزی همچون مدال طلای وزارت فرهنگ جمهوری ارمنستان (۹۲۰۱) شده است.

## گزیده فیلمشناسی
از فیلم‌ها یا برنامه‌های تلویزیونی که وی در آن نقش داشته است می‌توان به وروگایت (فصل ۲)، ماه کامل  اشاره کرد.

## یادداشت
1. ↑  Ս. Շահումյանի անվան թիվ 1 միջնակարգ դպրոց
2. ↑  hy:Պատանի հանդիսատեսի թատրոն